# Akiyama Nobutomo
Akiyama Torashige (秋山 虎繁?; 1531 – 23 dicembre 1575) è stato un samurai e generale giapponese del periodo Sengoku. È anche conosciuto come uno dei ventiquattro generali di Takeda Shingen. Torashige servì anche il figlio di Shingen, Takeda Katsuyori.

## Biografia

### Primi anni
Akiyama Torashige nasce nel 1531 a Tsutsujigasaki (躑躅ヶ崎館?) nella provincia del Kai. Suo padre era Akiyama Nobutou, un membro di una rispettata famiglia al servizio del clan Takeda. Quando Torashige raggiunse la maggiore età entrò al servizio di Takeda Shingen, guida del clan e signore della provincia del Kai, un'area montagnosa al centro del Giappone. Nel 1547, durante la campagna del distretto di Ina, Torashige combatté con onore e gli fu garantito un feudo nel nord del distretto, oggi Kamiina nella prefettura di Nagano. Torashige continuò il suo servizio, la maggior parte delle volte svolse un ruolo difensivo a proteggere i castelli come Takato e Iida. In questo periodo, Torashige prese il nome di Takeda no mogyu (武田の猛牛?, "toro scatenato del clan Takeda").

### Apice della carriera
Nel 1568 Torashige era abbastanza stimato da svolgere compiti diplomatici. In quell'anno fu invitato al castello di Gifu, dove rappresentava il suo signore Takeda Shingen, per presenziare al matrimonio tra Oda Nobutada, figlio maggiore di Oda Nobunaga, e Matsuhime, figlia di Shingen.
Nel 1571 Shingen organizzò una campagna contro Tokugawa Ieyasu con l'intento di prendere le pianure costiere del Tōtōmi e spingersi verso le fertili pianure della provincia di Mikawa. Torashige fu richiamato dal castello di Iida e gli fu ordinato di guidare un'invasione della provincia di Mino. La sua avanzata fu seguita dal clan Saigo guidati da Saigo Yoshikatsu. I due eserciti si scontrarono nella battaglia di Takehiro, e anche se Yoshikatsu fu ucciso nello scontro, Torashige fu costretto al ritiro.
Nel 1572, Shingen organizzò un'altra campagna contro la provincia di Mikawa, che sarebbe culminata nella battaglia di Mikatagahara nel gennaio 1573. Shingen avrebbe guidato l'armata a sud ed ovest, mentre Torashige discendeva da nord, tagliando le vie di fuga e bloccando i rifornimenti. Per riuscire nella tattica Torashige strinse d'assedio il castello di Iwamura. Quando Toyama Kageto, signore del castello di Iwamura, morì improvvisamente di malattia, il morale delle truppe in difesa crollò, e la signora Toyama Otsuya (vedova di Kageto e zia di Oda Nobunaga) negoziò con Torashige. Stipularono un trattato, secondo il quale il castello si arrendeva senza spargimenti di sangue e Lady Toyama accettò di sposare Torashige, assicurando così la protezione e la salvezza delle truppe a difesa del castello. Oltre al castello, Torashige ottenne la custodia di Gobomaru (御坊丸?), il figlio biologico di Oda Nobunaga, figlio adottivo di Kageto, che aveva sette anni. Torashige lo mandò nella provincia del Kai in qualità di servitore; il ragazzo prenderà più tardi il nome di Oda Katsunaga. Con la stipula del trattato, Torashige fece del castello di Iwamura il suo quartier generale con una posizione difensiva in prima linea da cui poteva sostenere l'esercito Takeda.

### Ultimi giorni
Dopo la morte di Takeda Shingen, nella primavera dal 1573, Torashige continuò a servire il figlio, Takeda Katsuyori, nel proseguimento della campagna. Nel 1575 Katsuyori perse la battaglia di Nagashino, un disastro per il clan Takeda che lasciò Torashige al castello di Iwamura senza supporto. Sotto il continuo assedio di Oda Nobutada, le forze al comando di Torashige resistettero fino a novembre quando Nobunaga arrivò con il resto dell'esercito. Torashige firmò una resa per consegnare il castello stesso quando capì che non aveva possibilità di resistere ulteriormente. Sfortunatamente Nobunaga non stette ai patti e ordinò che Torashige, sua moglie (zia di Nobunaga) e tutte le truppe a difesa del castello venissero giustiziate.
Il 23 dicembre 1575 Torashige e sua moglie, la signora Otsuya, furono crocifissi sulle rive del fiume Nagara.

## Nella cultura di massa
Sebbene appaia con il nome di "Nobutomo" in alcune opere di epoca Edo, recenti ricerche svolte da alcuni esperti giapponesi hanno rivelato che il suo vero nome fosse "Torashige".
Il personaggio principale del libro The Samurai's Tale, di Erik Christian Haugaard, serve sotto Akiyama Torashige.